# Hervé Lequeux
Hervé Lequeux, né le 20 février 1972 à Sète, est un photographe, réalisateur de documentaires multimédia et auteur indépendant français.
Il obtient le Prix Lucas Dolega en 2021.

## Biographie
Hervé Lequeux naît le 20 février 1972 à Sète. Il couvre le mouvement altermondialiste pendant six ans dans différentes manifestations ainsi qu’au Mexique pour la marche zapatiste en 2001. Ce travail sur l’altermondialisme a été publié dans Technikart. 
En 2010, son travail sur l’immigration en France a été projeté au festival Visa pour l’Image. En 2011, il couvre les révolutions tunisiennes, égyptiennes et libyennes, et  documente depuis de nombreuses années sur la jeunesse des quartiers populaires en France et ailleurs.
Depuis septembre 2020, il s’ intéresse à la situation des mineurs non accompagné dans le  quartier de la Goutte d’Or, un projet qu’il souhaite poursuivre dans d’autres villes française ainsi qu’en Europe,.
Hervé Lequeux est récompensé en 2021 par le 10e Prix Lucas Dolega pour son travail sur une jeunesse désœuvrée du quartier de la Goutte d’Or à Paris,.
Photographe indépendant, il a rejoint le studio Hans Lucas en 2013. Ses photos sont publiées dans la presse quotidienne et magazine, comme Le Monde L’Obs, Le Temps, La Vie, Polka Magazine, 6Mois, VSD, Mediapart, M, le magazine du Monde, Le Parisien magazine, Fisheye Magazine, Vice, GEO.

## Publications
- Altermondialistes chronique d’une révolution en marche, Paris, Éditions Alternatives, 2006, 143 p. (ISBN 978-2862274867)
- A French Youth, Éditions Pierre Bessard, 2015
- Une jeunesse française, avec Sébastien Deslandes, Paris, André Frère Éditions, 2017[8],[13].
- New Crack City, fanzine, Paris, Batt Coop, 2021

Ouvrage collectif
- La France vue d’ici, ImagesSingulières / Mediapart, Éditions de La Martinière, Paris, 2017[14]

## Documentaires
- Les Oubliés de la République, film de Hervé Lequeux, Pierre Pavia, Laura Zornitta, France, 2007, 52 min[15].
- Le Ministère, documentaire multimédia réalisé avec Sébastien Deslandes « sur le destin de sans papiers ayant investi un lieu avec plusieurs collectifs et luttant pour l’obtention de papiers en France », Cinesens productions, 2010.

## Expositions et projections
Liste non exhaustive
- 2010 : Le ministère, Festival Visa pour l’Image, Perpignan[10]
- 2012 : Une jeunesse française, Festival Visa pour l’Image, Perpignan[3]
- 2014 : N.YC visions, Fotofever, Galerie Charlet, Caroussel du Louvre, Paris
- 2015 : Une jeunesse de Clichy sous Bois, Photodoc 2015, Mois de la Photo, Paris.
- 2016 : Tbilissi Photo Festival[10]
- 2016 : Zoom Photo Festival de Chicoutimi au Canada[10]
- 2016 : Habiter le campement, exposition collective, Cité de l’architecture et du patrimoine, Paris[16]
- 2017 : Festival ImagesSingulières, Sète[17],[18]
- 2018 : Une jeunesse française, Centre Culturel Français de Kiel[19]
- 2019 : Regards croisés sur les quartiers, Institut français de Düsseldorf[20]
- 2020 : Pandemic, exposition collective, Festival Visa pour l’Image, Perpignan[3]
- 2021 : Les enfants de la Goutte d’Or, Maison des photographes, Paris
- 2021 : Révolution tunisienne, dans la rue avec la jeunesse engagée, Quinzaine de l’égalité, la diversité et de la citoyenneté, Le Rocher de Palmer, Cenon

## Prix et récompenses
- 2011 : Bourse du Centre national des arts plastiques – Ministère de la culture[10]
- 2021 : Prix Lucas Dolega pour un reportage sur « une jeunesse désœuvrée du quartier de la Goutte d’Or à Paris »[21],[5].
- 2021 : Finaliste du Coup de cœur ANI-PixTrakk pour « Neuf-trois » un reportage documentaire sur les populations précaires en Seine-Saint-Denis[22].